# Обласні автомобільні шляхи Луганської області
Обласні автомобільні дороги Луганської області — автомобільні шляхи обласного значення, що проходять територією  Луганської області України. Список включає усі дороги місцевого значення області, головним критерієм для визначення порядку слідування елементів є номер дороги у переліку.